# Beaverton (Michigan)
Beaverton – miasto w Stanach Zjednoczonych, w stanie Michigan, w hrabstwie Gladwin.